# كرة شهبازي (مقاطعة تشرام)
كرة شهبازي (بالفارسية: کره شهبازی) هي قرية تقع في قسم تشرام الريفي (مقاطعة تشرام) في إيران. يقدر عدد سكانها بـ 2,186 نسمة .